# Puy-de-Dôme
Puy-de-Dôme (oznaka 63) je francoski departma, imenovan po mirujočem ognjeniku Puy de Dôme (slovensko hrib - kupola). Nahaja se v regiji Auvergne-Rona-Alpe.

## Zgodovina
Departma je bil ustanovljen v času francoske revolucije 4. marca 1790 iz nekdanje province Auvergne. 

## Geografija
Puy-de-Dôme leži v osrednjem delu regije Auvergne. Na severu meji na departma Allier, na jugu na Haute-Loire in Cantal, na zahodu na departmaja regije Limousin Corrèze in Creuse, na vzhodu pa meji na departma Loire (regija Rona-Alpe).